# 昆明市博物馆
昆明市博物馆是中华人民共和国云南省昆明市官渡区的一家综合地志博物馆，1997年9月10日建成开馆，2024年被评为国家一级博物馆。馆舍位于拓东路93号，建筑面积25,345平方米，展厅面积7,000平方米。截至2024年该馆共有藏品12,626件（套），其中珍贵文物716件（套），有滇池地区青铜文化精品展、地藏寺经幢展、恐龙化石展、昆明飞虎队纪念馆、扇面精品展、瓷器精品展、昆明老照片展等基本陈列。

## 历史
1993年，昆明市博物馆以地藏寺经幢为馆址筹建，1997年9月10日建成开馆，主体建筑为钢筋混凝土式，融入了中国古代建筑元素。2013年12月完成二期工程建设。

## 营业时间
- 周二至周日：上午九点至下午五点
- 周一闭馆